# جورج رودن
جورج رودن (انگلیسی: George Rhoden؛ زادهٔ ۱۳ دسامبر ۱۹۲۶) دونده اهل جامائیکا بود.
وی در مسابقات کشوری و بین‌المللی در مجموع برندهٔ ۲ مدال طلا شده‌است.